# Trzebień (Pomerania Occidental)
Trzebień [pronunciación en polaco: /ˈtʂɛbjɛɲ/] (Alemán: Trzebien) es un pueblo en el distrito administrativo de Gmina Bobolice, dentro del Distrito de Koszalin, Voivodato de Pomerania Occidental, en el noroeste de Polonia. Se encuentra aproximadamente 7 kilómetros al este de Bobolice, 42 kilómetros al sudeste de Koszalin, y 152 kilómetros al noreste de la capital regional, Szczecin.
Hasta 1945 el área era parte de Alemania. Para la historia de la región, véase Historia de Pomerania.
El pueblo tiene una población de 40 habitantes.